# Palmon greeni
Palmon greeni is een vliesvleugelig insect uit de familie Torymidae. De wetenschappelijke naam is voor het eerst geldig gepubliceerd in 1912 door Crawford.